# Коросо, Вашингтон
Ва́шингтон Бра́йан Коро́со Бесе́рра (исп. Washington Bryan Corozo Becerra; род. 9 июля 1998, Кеведо, Эквадор) — эквадорский футболист, нападающий клуба «Спортинг Кристал» и сборной Эквадора.

## Клубная карьера
Коросо — воспитанник клуба «Индепендьенте дель Валье». 6 декабря 2015 года в матче против «Депортиво Куэнка» он дебютировал в эквадорской Примере, заменив во втором тайме Бриана Кабесаса. 20 июля 2016 года в поединке против «Эль Насьональ» Вашингтон забил свой первый голы за «Индепендьенте».
10 января 2020 года Коросо перешёл в клуб чемпионата Перу «Спортинг Кристал», подписав четырёхлетний контракт.
В июне 2021 года Коросо отправился в аренду в клуб чемпионата Мексики «УНАМ Пумас» на один год.
6 июля 2022 года Коросо был взят в аренду клубом MLS «Остин» на шесть месяцев с опцией выкупа. В высшей лиге США он дебютировал 24 июля в матче против «Нью-Йорк Ред Буллз», в котором, выйдя на замену, отметился голевой передачей. По окончании сезона 2022 «Остин» не стал выкупать Коросо у «Спортинг Кристала».

## Международная карьера
В 2015 году Коросо в составе юношеской сборной Эквадора принял участие в юношеском чемпионате Южной Америки в Парагвае. На турнире он сыграл в поединках против команд Чили, Боливии, Уругвая, Бразилии, Парагвая, Колумбии и дважды Аргентины. В поединках против чилийцев, колумбийцев и боливийцев Вашингтон забил четыре мяча.
В том же году Коросо принял участие в юношеском чемпионате мира в Чили. На турнире он сыграл в матчах против Гондураса, Мали, Бельгии, России и Мексики. В поединках против россиян и бельгийцев Вашингтон забил по голу.
В 2017 года Коросо в составе молодёжной сборной Эквадора завоевал серебряные медали домашнего молодёжного чемпионата Южной Америки. На турнире он сыграл в матчах против команд Чили, Парагвая, Венесуэлы, Уругвая, Аргентина, а также дважды Колумбии и Бразилии. В поединке против парагвайцев Вашингтон забил гол.
В том же году Коросо принял участие в молодёжном чемпионате мира в Южной Корее. На турнире он сыграл в матчах против команд США, Саудовской Аравии и Сенегала.
За сборную Эквадора Коросо дебютировал 2 сентября 2021 года в матче квалификации чемпионата мира 2022 против сборной Парагвая, заменив Жоао Рохаса во втором тайме.

## Достижения
- Чемпион Перу (1): 2020
- Обладатель Кубка Перу (1): 2021
- Финалист Кубка Либертадорес (1): 2016
- Обладатель Южноамериканского кубка (1): 2019
- Финалист молодёжного чемпионата Южной Америки (1): 2017